# Abebe Bikila
Abebe Bikila (født 7. august 1932, død 25. oktober 1973) var en etiopisk langdistanceløber. Han har vundet to olympiske guldmedaljer og har to verdensrekorder på marathon-distancen. Et stadion i Addis Ababa er opkaldt efter ham. Han var den første afrikanske atletikudøver der vandt OL-guld. Han er mest kendt for at have vundet sit første OL-guld på maratondistancen i bare fødder. Hans sejr markerede samtidig begyndelsen på den østafrikanske dominans indenfor langdistanceløb.
Da han stillede op til sit første OL i Rom i 1960 var maratonløbet blevet placeret om aftenen på grund af varmen. Favoritterne til løbet var to russiske løbere og marokanske Rhadi Ben Adbesselem. Bikila var næsten ukendt inden løbet, og blev ikke regnet for en seriøs udfordrer til favoritterne, at han var mødt op til start uden sko gjorde det ikke bedre. Han har senere fortalt, at han droppede skoene, fordi de gnavede. Løbet blev et klassisk udskilningsløb, hvor løber efter løber efterhånden faldt tilbage, hen imod slutningen også de russiske favoritter, og til sidst lå Rhadi og Bikila alene fremme; mørket var faldet på, og billederne af Bikila – fulgt af den stadigt mere besværede Rahdi – der kommer ud af mørket og ind i lyset fra opsatte projektører og fakler holdt af soldater stående langs vejsiden, er gået over i sportens og de olympiske leges historie som et af de helt store øjeblikke. Bikilas løb er let, afslappet, rytmisk, blødt – fuldstændig naturligt og af stor, stor skønhed. Lige så stille trækker han fra Rhadi – og vinder i den daværende verdensrekordtid 2:15:16.
Bikila vandt også marathonløbet ved OL i Tokyo i 1964, igen i ny verdensrekordtid (2:12:11), hvilket gjorde ham til den første, der med held forsvarede en OL-guldmedalje på marathon-distancen. 
Bikila blev i 1969 udsat for en trafikulykke, der gjorde ham lam. Han tilbragte sine sidste år i kørestol og døde i 1973 af komplikationer fra ulykken.
Han blev trænet af den finske militærtræner, Niskinen, som valgte ham blandt en gruppe udvalgte soldater i Haile Selassies hær.